# Museo de Mutare
El Museo de Mutare (en inglés: Mutare Museum) es un museo en Mutare, en el país africano de Zimbabue. 
Es uno de los cuatro museos nacionales de Zimbabue y se estableció inicialmente como una sociedad en el año 1954 antes de convertirse en un museo nacional en 1959.